# NGC 1570
NGC 1570 = NGC 1571 è una vasta galassia ellittica situata nella costellazione del Bulino, a una distanza di circa 212 milioni di anni luce dalla nostra Via Lattea.

## Scoperta
La galassia è stata scoperta il 4 dicembre 1836 dall'astronomo britannico John Herschel. L'anno successivo, il 1 dicembre 1837, lo stesso astronomo fece una nuova osservazione della medesima galassia, ma riportando delle coordinate leggermente diverse per la sua posizione. Per questo venne inizialmente considerata un nuovo oggetto che ricevette la designazione NGC 1571.